# محمد المالكي (لاعب كرة قدم قطري)
محمد خميس المالكي من مواليد 6 ديسمبر 1990 لاعب كرة قدم قطري يجيد اللعب في خط الوسط .
لعب سابقاً مع النادي الأهلي وانتقل إلى أم صلال في عام 2015 .

## روابط خارجية
- محمد المالكي على موقع Soccerway.com (الإنجليزية)